# Gelatinosporium magnum
Gelatinosporium magnum är en svampart som beskrevs av Ellis 1882. Gelatinosporium magnum ingår i släktet Gelatinosporium och familjen Dermateaceae.   Inga underarter finns listade i Catalogue of Life.